# Первомайский (Абзелиловский район)
Первомайский (баш. Беренсе Май) — деревня в Абзелиловском районе Республики Башкортостан, относится к Янгильскому сельсовету.
С 1950-х гг. носит современное название, c 2005 г. имеет современный статус.

## История
Основана в 1930‑е годы в связи с организацией совхоза «Янгильский» как посёлок Пригородного хозяйства совхоза.
Статус деревни, сельского населённого пункта, посёлок получил согласно Закону Республики Башкортостан от 20 июля 2005 года № 211-з «О внесении изменений в административно-территориальное устройство Республики Башкортостан в связи с образованием, объединением, упразднением и изменением статуса населенных пунктов, переносом административных центров», ст.1:

6. Изменить статус следующих населенных пунктов, установив тип поселения — деревня:
1) в Абзелиловском районе:…

з) поселка Первомайский Янгильского сельсовета

## Население
| 1968 | 2002 | 2009 | 2010 |
| ---- | ---- | ---- | ---- |
| 425  | ↘350 | ↘316 | ↗362 |

Историческая численность населения: в 1939—105 чел.; 1959—311; 1989—371; 2002—350; 2010—362.
Национальный состав
Согласно переписи 2002 года, преобладающая национальность — башкиры (91 %)

## Географическое положение
Расположена на правом берегу реки Янгельки, вблизи границы республики с Челябинской областью, в 24 км к юго-востоку от районного центра села Аскарова, в 250 км от столицы республики города Уфы, в 17 км к юго-западу от города Магнитогорска.
От деревни отходит местная автодорога на запад, к селу Янгельскому.
У восточной окраины деревни проходит железнодорожная ветка Магнитогорск — Сибай, ближайшая станция Пещерная находится в 3,5 км к северо-востоку, в посёлке железнодорожной станции Пещерная Челябинской области.

## Инфраструктура
В селе находятся начальная школа, детский сад, фельдшерско-акушерский пункт, клуб.